# Fujiwara no Fuyutsugu

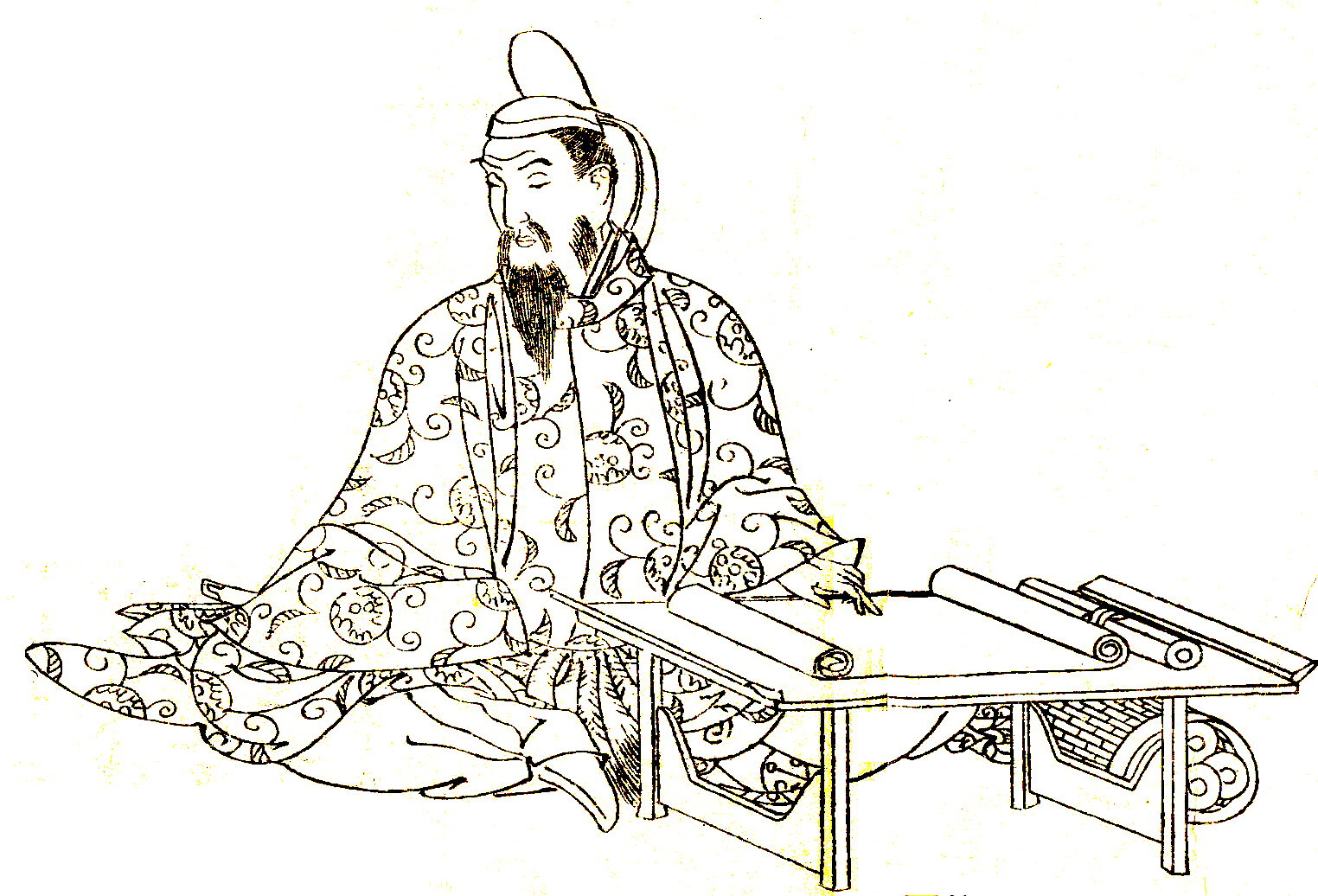
Fujiwara no Fuyutsugu

Fujiwara no Fuyutsugu (japanisch 藤原 冬嗣; geboren 775 in Kyōto; gestorben 20. August 826) war ein japanischer Politiker in der frühen Heian-Zeit.

## Leben und Wirken
Fujiwara no Fuyutsugu war der zweite Sohn von Fujiwara no Uchimaro (藤原 内麻呂, 756–812), Minister zur Rechten (右大臣, Udaijin). Als der spätere Kaiser Saga Kronprinz wurde, wurde er zum Tōgū-Daijin (春宮大進) und Tōgū-suke (春宮亮) ernannt. Nach dessen Thronbesteigung wurde er zum Minister zur Rechten befördert, und im März 810, als ein erster Aufseher des kaiserlichen Lagerhauses (蔵人, Kurōdo) ernannt wurde, erhielt er den Titel „Kurōdo-tō“ (蔵人頭). Nach der Thronbesteigung von Kaiser Junna wurde er zum Minister der Linken befördert und war während der Saga- und frühen Junna-Regierung an wichtigen politischen Angelegenheiten beteiligt.
Fuyutsugu war im Auftrag des Kaisers auch für die Zusammenstellung des „Dairishiki“ (内裏式) – „Etikette am Kaiserhof“ und des „Kōnin Kakushiki“ (弘仁格式) – „Etiketten während der Jōnin-Ära“ verantwortlich. Er unterstützte die Herausgabe einer Sammlung von in Chinesisch geheltenen Gedichten „Bunka Shūreishū“ im Jahr　801. Sein Sohn Yoshifusa nahm Prinzessin Kiyohime (源潔姫), Tochter des Kaisers Saga, zur Frau, und ihre Tochter Junko (Kurōdo) wurde die Gattin des Kaisers Nimmyō und gebar den zukünftigen Kaiser Montoku. Dadurch wurden enge Beziehungen zur kaiserlichen Familie geknüpft und der Grundstein für den Aufstieg der Familie Fujiwara gelegt.
Fuyutsugu baute auch die Halle Nanendō (南円堂) in seinem Tempel, dem Kōfuku-ji, und gründete die Akademie Kangaku-in (勧学院). Er residierte in der großen Residenz, dem Kanyoin (閑院) und wurde daher „Minister zur Linken von Kanyoin“ genannt. Er bereitete auch den Weg vor für die Etablierung des Fujiwarazweiges in Nordjapan. Nach der Thronbesteigung des Kaisers Montoku wurde ihm zu Ehren seines Großvaters mütterlicherseits posthum das Amt des Ministers des Großen Staatsrats (太政大臣, Daijō daijin) übertragen.